# L. G. Morgan
L.G. Morgan (20 de Mayo). Bruja madrileña que teje sus conjuros a través de la escritura y otras artes.
Ha publicado relatos a lo largo de los años en diversas antologías colectivas de género, y también en una propia llamada Entremundos (Editorial Saco de Huesos, 2013).
Como novelista inició su andadura autopublicando «La casa de los cerezos» en 2014. Después llegó «El Pacto» (2018), la primera entrega de la saga «La estirpe de la estrella» (autoedición). Y en 2019 la novela «Útero, Civilizaciones olvidadas», una historia de amor e iniciación que discurre en las entrañas de una civilización subterránea; y la novelette «Equinoccio», de fantasía histórica, que inaugura la colección «Relatos del caldero». En 2020, lanzó otra, esta vez de horror histórico, llamada «Barón Von Humboldt», que constituye el segundo número de dicha colección.
Como bruja inquieta que es, entre novela y novela hace radio, teatro, y ha escrito y dirigido varias performances. Pertenece a diversos colectivos culturales, sociales y de autoedición (Neuh, No es un hobby); y mantiene un canal propio en Youtube y uno colectivo, «La casa sombría», en el que en cada luna llena se procede a leer, con la debida ambientación, algún relato siniestro de cuantos han producido esos locos autores entregados al género llamado fosco.
Ahora mismo anda embarcada en una nueva aventura, con un taller monográfico de diseño propio sobre Escritura surrealista e inmersiva. Próximamente publicará su siguiente novela, bajo el título de «Labrys».

## Obras
Relatos en Antologías
- El círculo de los viernes (Saco de Huesos, 2009)

Relato que aparece en la tercera antología del proyecto de la Biblioteca Fosca «Calabazas en el Trastero 3: Poe»
- Almas en danza (Saco de Huesos, 2010)

Publicado en la quinta antología de la serie, prologada por el miembro de Nocte, Óscar Bribián. «Calabazas en el Trastero 5: Terror Oriental»
- Istanbul, en otra vida (Ediciones Evohé, 2012)

Aparece en el IV concurso de relato histórico Hislibris«Acerca de la virtud en la época trágica de los griegos y otros relatos»
- Concubina imperial (Ediciones Evohé, 2013)

Pertenece a V Concurso de relato histórico Hislibris «El monje y la pulga y otros relatos»
- La noche más larga del reverendo Stockholm (La Pastilla Roja, 2012)

Forma parte de la antología de relatos «Fantasmas, espectros y otras apariciones»
- Te doy mi sangre (Saco de Huesos, 2014)

Pertenece a la antología conmemorativa del II Concurso homenaje a John William Polidori"Bestiario sobrenatural" «La sombra de Polidori».
- El libro de Elohim (Ediciones Evohé, 2014)

Junto con otras diecisiete ficciones, forma el VI concurso de relato histórico Hislibris «La voluntad de poder y otros relatos» 
- Oscuro Beltane (Saco de Huesos, 2015)

pertenece a la colección "Bestiario sobrenatural" «Noche de brujas»
- Algo que perdí (Saco de Huesos, 2015)

Antología de relatos que rinde homenaje a la literatura decimonónica a través de 13 historias «Calabazas en el Trastero 19: Siglo de sombras»
- Historia de Nueva Orleans (Saco de Huesos, 2017)

Forma parte del tercer volumen del Bestiario de lo sobrenatural que está dedicado a las posesiones, tanto demoniacas como de otras naturalezas. «Vade Retro»
- Tentación (Saco de Huesos, 2017)

La vigésimo tercera entrega explora los terrores del mercado inmobiliario fosco: caserones encantados, viviendas que nunca debieron construirse, demenciales proyectos urbanísticos y, por supuesto, la casa de vuestras pesadillas. «Calabazas en el Trastero 23: Casas embrujadas»
- La historia de mi vida (Saco de Huesos, 2018)

La vigésimo sexta convocatoria regular de calabazas en el trastero se sumerge en las más inquiete este mundo«Calabazas en el Trastero 26: Libros malditos»
- Entremundos (Saco de Huesos, 2013)

Antología de relatos 
Novelas
- La casa de los cerezos (2014)

Apasionante misterio que se desarrolla en el barrio de Manoteras en el año 1981.
- El pacto (2018)

Primera entrega de la saga «La estirpe de la estrella»
- Útero, civilizaciones olvidadas (2019)

Novelettes - Relatos del caldero
- Equinoccio (2019)
- Barón Von Humboldt (2020)

Pergaminos de la cripta
- Alter ego (2021)
- La noche más larga en la vida del reverendo Stockholm (2021)
- La mina (2021)
- Te doy mi sangre (2022)
- Si sueñas con bosques (2023)